# Медаль «За військові заслуги» (Вюртемберг)

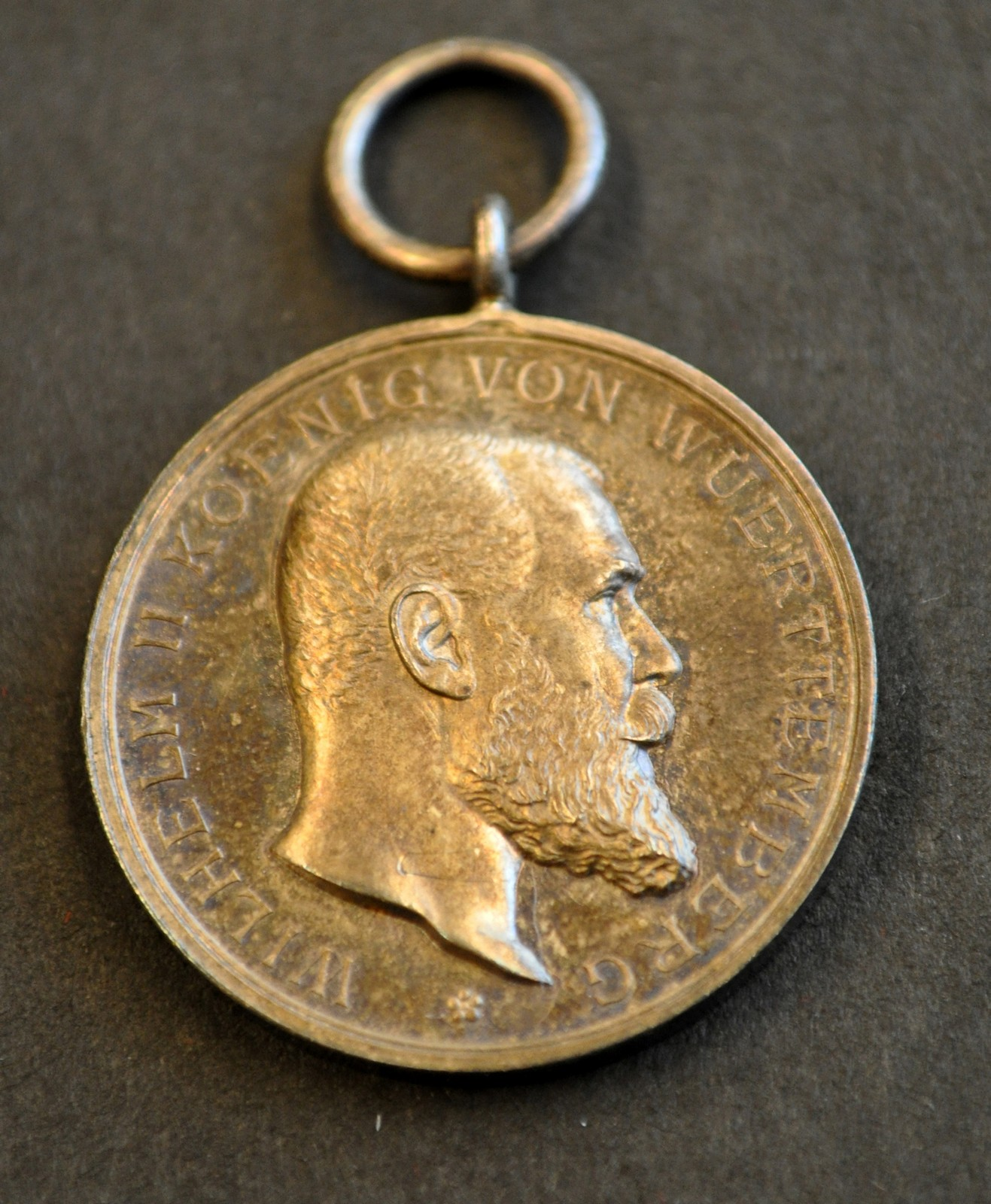
Аверс золотої медалі зразка 1892-1918 років.

Медаль «За військові заслуги» (нім. Militärverdienstmedaille), також відома як Вюртемберзька медаль за відвагу (нім. Württembergische Tapferkeitsmedaille) - військова нагорода Вюртемберзького королівства.

## Історія
Медаль заснована в 1794 році герцогом Людвігом Ойгеном для нагородження офіцерів за хоробрість на полі бою. Спочатку була тільки одна ступінь медалі (срібна), згодом з'явилась золота медаль.
Під час Першої світової війни золоту медаль отримали 4 234 особи. Після війни і падіння вюртемберзької монархії медаль більше не вручалась.

## Опис
Зовнішній вигляд медалі неодноразово змінювався.
В 1800-1806 роках на аверсі медалі зображений лавровий вінок та ініціали L E (Ludwig Eugen). На реверсі - вінок з дубового листа і напис в 4 рядки Der Tapferkeit und Treue (укр. Відвага та Вірність).
В 1806-1818 роках ініціали замінили на F R (Friedrich Rex). З 1918 до 1848 року нагородження не проводились.
В 1864-1866 роках на аверсі медалі зображали профіль Вільгельма І, оточений написом WILHELM I KOENIG VON WUERTTEMBERG (укр. ВІЛЬГЕЛЬМІ КОРОЛЬ ВЮРТЕМБЕРГУ). На реверсі дещо змінився напис - в 3 ряди FÜR TAPFERKEIT UND TREUE (укр. ЗА ВІДВАГУ ТА ВІРНІСТЬ).
В 1866-1892 роках на аверсі медалі зображений профіль Карла І і його ім'я.
В 1892-1918 року на аверсі медалі зображали профіль та ім'я Вільгельма II.
Медаль носили на лівому боці грудей на стрічці ордену «За військові заслуги».

## Умови нагородження
З 1806 року медаллю нагороджували офіцерів у званні обер-лейтенанта і вище за заслуги на поі бою.
В Німецькій імперії та ФРН нагороджені медаллю отримували пожиттєвий щомісячний гонорар. У ФРН з 1 жовтня 1956 року він становив 25 марок.